# Charles Heath
Charles Heath (Hurcott, 1761.  –  1831. január 1.) brit nyomdász és író, politikus, Monmouth városának polgármestere.

## Életútja
1761-ben született a Kidderminster melletti Hurcottban, Worcestershire-ban. Családja több papírmalmot üzemeltetett a vidéken. Hartleburyben tanult, majd Nottinghamben tanulta ki a nyomdász mesterséget. 1791-ben a walesi Monmouthban létesített nyomdászműhelyet. Ez lett a második műhely Monmouthshire grófságban, az 1740-ben megnyitott pontypooli után.
Mindemellett Heath számos tanulmányt írt régészeti, régiséggyűjtői témakörökben, de behatóan foglalkozott a Wye völgyének földrajzával és látnivalóival is, amely abban a korban nagyon népszerű kirándulóhelynek számított. Jól ismerte Samuel Taylor Coleridge romantikus költészetét. 1801-ben a városban vendégeskedő Nelson admirálist és Emma Hamiltont megajándékozta Excursion down the Wye (magyarul: Kirándulások a Wye-on) című kötetével. Helyismereti munkái több kiadást is megértek. További írásai:
- 1793: A Descriptive Account of Piercefield and Chepstow (magyarul: Piercefield és Chepstow leírása)[10]
- 1799: The Excursion down the Wye, from Ross to Monmouth: including ... memoirs and anecdotes of the life of John Kyrle... (magyarul: Kirándulás a Wye-on, Rosstól Monmouthig, beleértve... memoárok és anekdoták John Kyrle életéről)[11]
- 1799: An Account of the Presentation of Colours to the Monmouth Volunteers....[12]
- 1802: The Speeches of... Viscount Nelson of the Nile.... (magyarul: Nelson, Nílus vikomtjának beszédei)[13]
- 1804: Historical and descriptive accounts of the ancient and present state of the town of Monmouth: including a variety of particulars deserving the stranger's notice, relating to the borough and its neighbourhood (magyarul: Történelmi és leíró jelentések Monmouth egykori és mai állapotáról: beleértve számos idegen számára érdekes adatot a városról és környékéről)[14]
- 1806: Monmouthshire: Historical and descriptive accounts of the ancient and present state of Tintern Abbey.... (magyarul: Monmouthshire: történelmi és leíró jelentések a Tintern apátság egykori és mai állapotáról)[15]
- 1808: Monmouthshire:  Historical and descriptive accounts of the ancient and present state of Ragland Castle... (magyarul: Monmouthshire: történelmi és leíró jelentések a Ragland várának egykori és mai állapotáról)[16]
- 1809: Descriptive account of the Kymin summer house: including the whole of the objects seen from the different windows.... (magyarul: A Kymin nyaralójának leírása)[17]

Heath 1813-ban került előtérbe a város politikai életében, amikor a Beaufort hercegek elleni mozgalom egyik vezetője lett. A mindenkori hercegek irányították a polgármester választás és 1813-ra ellenőrzésük alatt tartották a helyi választókerületet is, amelyhez Monmouth mellett Newport és Usk is hozzá tartozott. 1813-ban Henry Somersetet, Beaufort 7. hercegét választották be az angol parlamentbe. Heathnek és egy helyi fakereskedőnek, Hezekiah Swiftnek, Henry Brougham báró és Herbert Harris ügyvéd segítségével sikerült megváltoztatniuk a választás eredményét, megdöntve a Somersetek immár harmadik generációs dominanciáját. 1819-ben és 1821-ben is megválasztották polgármesternek.
1831-ben hunyt el, január 1-jén, bár egyes források szerint 1830. december 30-án halt meg. Sírjára csak huszonöt évvel később került emlékmű. A St. Mary-kolostortemplom előtt a tiszteletére egy műemléket állítottak fel.

## Fordítás
- Ez a szócikk részben vagy egészben  a   Charles Heath (Monmouth) című angol Wikipédia-szócikk ezen változatának fordításán alapul.  Az eredeti cikk szerkesztőit annak laptörténete sorolja fel. Ez a jelzés csupán a megfogalmazás eredetét és a szerzői jogokat jelzi, nem szolgál a cikkben szereplő információk forrásmegjelöléseként.